# Ratchet and Clank : Opération Destruction
Ratchet and Clank : Opération Destruction (intitulé Ratchet and Clank Future: Tools of Destruction dans la version originale américaine et Ratchet and Clank Future dans la version japonaise) est un jeu vidéo d'action-aventure, de plates-formes et de tir à la troisième personne, qui présente aussi des éléments de gameplay inspirés de plusieurs autres genres. Il est développé par Insomniac Games et édité par Sony Computer Entertainment. Le jeu sort en 2007 sur PlayStation 3.
S'il s'agit du sixième épisode de la franchise Ratchet and Clank, c'est néanmoins le premier à paraître sur PlayStation 3. En outre, c'est également l'un des premiers jeux à supporter officiellement la manette DualShock 3[réf. nécessaire].

## Trame

### Univers et contexte
Le jeu (et par extension toute la série) se déroule dans un univers de science-fiction futuriste, à l'échelle d'une galaxie fictive. Le contexte temporel n'est pas mentionné.
L'histoire de Ratchet and Clank : Opération Destruction se déroule dans une galaxie encore à l'époque inexplorée dans la série : la galaxie Polaris. Autrefois sous la terreur des cragmites, elle fut sauvée il y a plusieurs années auparavant par les lombax qui les firent tous disparaître. Néanmoins, le seul cragmite qu'ils ont épargné, Perceval Tachyon, finit par les mettre en déroute et ils disparurent, à leur tour, mystérieusement.
Vouant une haine sans bornes aux lombax, Tachyon finit par entendre parler d'un dernier lombax, Ratchet, vivant dans la galaxie de Solana, après les exploits de ce dernier et de son ami robot Clank qui ont sauvé deux galaxies de menaces comme le président blarg Drek et le docteur Néfarious ainsi que celle du proto-animal mais également après avoir survécu et mis fin à l'émission de télé-réalité DreadZone. Déterminé à éliminer le lombax, Tachyon va pousser les deux héros à fuir à travers la galaxie Polaris et à trouver le secret des lombaxs, qui avaient permis à ces derniers d'en finir avec les cruels cragmites, ainsi que les vrais origines de Ratchet tandis que Clank semble pouvoir être le seul à pouvoir voir de mystérieux êtres.

### Personnages

#### Personnages principaux
Ratchet : héros dont la réputation n'est plus à faire, Ratchet continue son métier de mécanicien mais l'attaque de Perceval Tachyon sur la ville de Métropolis de Kerwan pour pouvoir le tuer va l'emmener à découvrir ses origines ainsi que celle de son espèce, les lombax, qui ont autrefois libéré la galaxie du joug des cragmites et dont la façon de les faire disparaître de la galaxie de Polaris est leur plus grand secret.
Clank : meilleur ami de Ratchet, Clank aide son ami dans sa quête du secret des lombax et de ses origines. Parallèlement, il se met à voir de mystérieuses créatures appelé Zonis, qui l'appellent  "Maître" et lui donnent des visions de l'avenir et de nouveaux équipements.
Le capitaine Qwark : toujours aussi imbu de lui-même, le capitaine Qwark est emmené à s'infiltrer dans les rangs de Tachyon en lui jurant allégeance en l'échange de la vie des habitants de Kerwan. Cette position lui permettra de donner de précieuses informations à Ratchet et Clank dans leur quête. Il devient également le présentateur de l'arène du festival de combat impérial sur la planète Mukow
Perceval Tachyon : tyran qui s'autoproclame empereur de la galaxie de Polaris et maître de l'univers, Perceval Tachyon est le dernier des cragmites en vie et voue une haine féroce aux lombax qui l'ont pourtant élevé depuis qu'il a appris ses véritables origines. Il cherche dès lors à mettre la main sur le secret des lombaxs afin de faire revenir les siens.

#### Personnages secondaires
Talwyn Apogée est la fille de l'explorateur Max Apogée. C'est une markazienne en quête de réponse sur ce qui est arrivé à son père qui a disparu il y a plusieurs années en poursuivant des pirates lui ayant dérobé un artefact lombax susceptible de révéler le « secret des sauveurs de Polaris ». Depuis cette disparition, elle vit recluse dans sa station spatiale familiale avec ses gardes du corps Cronk et Zéphyr. Sa rencontre avec Ratchet et Clank va lui donner de nouvelles informations sur les circonstances sur la disparition de son père et la pousser à aider les deux héros dans leur quête du secret des lombax, qu'elle a toujours chercher à découvrir.
Cronk  ancien robot de guerre qui a mené certaines de plus grandes batailles de Polaris, il est l'un des gardes su corps de Talwyn Apogée avec son ami Zéphyr. Il a une grande estime de soi et considère Zéphyr comme moins expérimenté que lui. Il n'en est pas moins loyal envers son compagnon d'arme ainsi qu'envers sa propriétaire et inspire la sympathie.
Zéphyr, tout comme Cronk, a participé à de nombreuses batailles de la galaxie de Polaris mais est moins éreinté que lui. Il a une personnalité plutôt jeune et inspire la même sympathie que son frère d'arme.

### Histoire
Ratchet et Clank se reposent à Métropolis, sur la planète Kerwan, lorsqu'ils sont prévenus, grâce au capitaine Qwark, qu'une attaque imminente se prépare contre la ville. La cité subit alors l'assaut des forces militaires de l'empereur Perceval Tachyon, lorsque des projectiles enflammés s'abattent au sol. Contraints de quitter Métropolis après avoir compris que Ratchet était visé par cette attaque, les deux acolytes s'enfuient en volant la navette impériale de Tachyon. Ils sont néanmoins plongés dans un profond sommeil et ne se réveillent sur Cobalia, dans la galaxie Polaris, qu'après que la navette s'est écrasée au sol. Là-bas, Ratchet et Clank font la connaissance d'un contrebandier qui accepte de les emmener sur Kortog à condition de remettre en route l'usine locale. Il leur apprend notamment que Tachyon est un cragmite, peuple qui terrorisait autrefois la galaxie avant que les lombax, l'espèce à laquelle appartient Ratchet, ne les fassent disparaître durant la Grande Guerre, Tachyon étant apparemment le seul qu'ils ont épargné. Mais le hors-la-loi éjecte rapidement les deux compères lorsqu'un bio-scan révèle la présence du lombax aux forces armées de Tachyon. Ils parviennent néanmoins à fuir vers Fastoon, planète lombax. Ils y découvrent une planète déserte et en ruines puis réparent l'Aphélion, vaisseau lombax disposant d'une intelligence artificielle mais ne pouvant leur dire ce qui s'est passé.
Clank voit également souvent autour de lui des êtres d'énergie pure : les Zonis, qu'il est le seul à voir et qui le dotent à intervalles réguliers de nouveaux équipements. Ratchet ne croit pas un instant aux "divagations" de son partenaire et le pense fou quand il explique l'origine de ses nouveaux gadgets. Ils sont ensuite informés par Qwark, qui a entretemps dû prêter allégeance à Tachyon en échange de la vie sauve des habitants de Kerwan, que Tachyon cherche à mettre la main sur le secret des lombax, qui leur avait permis autrefois de vaincre les cragmites. Cherchant absolument à mettre la main dessus avant le tyran, les deux héros sont amenés à se rendre sur la station Apogée où ils rencontrent la jeune Talwyn Apogée et ses gardes du corps, anciens robots de guerre, Cronk et Zéphyr. Le père de Talwyn, Max Apogée, a cherché toute sa vie le secret des lombax avant de disparaitre en poursuivant des pirates qui lui avaient volé un artefact lombax, plusieurs années plus tôt.
Le groupe se rend sur la planète Ardolis, base des dits pirates menés par le capitaine Romulus Slag et y dérobe l'artefact, révélant la position d'un laboratoire secret sur Rykan V qui ne se dévoilerait qu'en la présence d'un lombax. Un message révèle ce qui a permis aux lombax de vaincre les cragmites : le Dimensionnateur, une sorte de chapeau mécanique. Le groupe se sépare et Ratchet et Clank se rendent sur l'ancien avant-poste lombax sur Sargasso où ils ne trouvent pas le Dimensionnateur mais le plombier, qui leur affirme qu'une arme pouvant exterminer une espèce ne peut exister avant de leur donner un écrou orthogonal. Ils partent ensuite, sur un conseil de Qwark, poser leurs questions au super-calculateur Iris, ordinateur le plus intelligent qui existe. Il leur apprend que le Dimensionnateur est un dispositif permettant d'ouvrir des portails entre les dimensions et que les lombax l'ont créé pour envoyer en exil les cragmites dans une autre dimension. Tachyon a été découvert plusieurs années plus tard par des mineurs lombax quand il était sous la forme d'un œuf. Les lombax l'ont ensuite élevé comme l'un des leurs. Mais Tachyon a fini par connaître ses véritables origines et s'est mis en tête de faire revenir les siens. Ils apprennent que Max Apogée avait trouvé le Dimensionnateur et l'a mis en sécurité à Kerchu City sur la planète Jasindu. Mais ils ne peuvent en apprendre davantage, les réserves d'énergie d'Iris étant épuisées.
Informé par les Zonis que Talwyn a été capturée avec Cronk et Zéphyr et enfermée dans la prison de Zordoom pour rébellion envers le régime, Clank convainc Ratchet avec difficulté d'aller la sauver, bien que son ami ne croie pas un instant en les "amis imaginaires" de Clank. Mais les informations des Zonis étaient justes et ils parviennent à libérer leurs alliés. Une fois sur Jasindu, ils trouvent le Dimensionnateur avant que le capitaine Slag ne s'en empare sous leurs yeux, estimant que le secret des lombax lui revient de droit. Les deux héros le poursuivent jusqu'au passage Ublik où ils battent le capitaine sanguinaire et obtiennent l'allégeance de son équipage. Comme le leur apprend le second de Slag, Pete le Rouillé, en tuant leur capitaine, Ratchet a pris sa place, selon le code. Mais Qwark surgit alors et prend le Dimensionnateur, affirmant que c'est à lui de le détruire pour retrouver son statut de héros.
Malheureusement, l'appareil tombe entre les mains de Tachyon. Suivant Qwark jusqu'à Reepor, planète d'origine des cragmites, ils arrivent jusqu'au tyran avec l'aide de Talwyn, Cronk et Zéphyr mais ne peuvent qu'assister impuissants au retour des cragmites. Les créatures attaquent alors la capitale de la galaxie de Polaris, Meridian City sur la planète Igliak. Ratchet et Clank repoussent l'assaut avant d'aller affronter le tyran, qui a l'intention de libérer le reste de son espèce sur Fastoon, aidés de leur amie et de ses gardes du corps. Une fois qu'ils arrivent à la cour d'Azimuth, Tachyon leur révèle alors la terrible vérité sur les lombax : lorsqu'il a retourné leur propre technologie contre eux, les lombax se sont eux-mêmes exilés grâce au Dimensionnateur, abandonnant la galaxie au régime tyrannique du cragmite qu'ils ont eux-mêmes élevé. Seuls deux lombax sont restés : le gardien du Dimensionnateur et son fils. Il crée alors un portail vers la dimension des lombax pour prouver ses dires. Après avoir avoué à Ratchet qu'il a personnellement tué son père, il lui propose de rejoindre les siens ou de rester et mourir. Le jeune lombax refuse de partir, affirmant que personne ne sera en sécurité s'il le laisse en possession du Dimensionnateur.
Au cours du combat qui suit, Tachyon ouvre accidentellement un passage vers une autre dimension et est attiré dedans mais emmène Ratchet et Clank avec lui en s'agrippant à eux. Tachyon est finalement vaincu et dit à Ratchet qu'il ne peut le tuer car il est le seul à connaître son véritable nom et que le retour des cragmites est inévitable. Avant de chuter dans le vide et d'être broyé entre deux astéroïdes, il hurle que la race des lombax ne sera jamais en paix. Les deux amis parviennent à réparer le Dimensionnateur défaillant grâce à l'écrou orthogonal donné par le plombier et à rentrer chez eux.
Le groupe se retrouve alors à la station Apogée où Ratchet s'interroge sur les derniers mots de Tachyon. Clank le rassure, que ce que Tachyon a dit soit vrai ou pas, il a réussi là où les lombax ont échoué en triomphant du dernier cragmite. C'est alors qu'une faille s'ouvre au-dessus d'eux, d'où sortent les Zonis, cette fois visibles aux yeux de tous. Ils s'emparent de Clank, en lui disant qu'il est temps pour lui de savoir qui il est véritablement, et disparaissent avec lui, devant un Ratchet qui ne peut qu'assister impuissant à l'enlèvement de son meilleur ami.

## Système de jeu

### Généralités
Ratchet and Clank : Opération Destruction est un jeu vidéo d'action-aventure et de plate-formes duquel le joueur contrôle principalement Ratchet en vue à la troisième personne.

### Arsenal
Cet épisode est, comme toujours dans la série, très riche en ce qui concerne les armes et les gadgets, tous variés et fantaisistes.
En effet, le jeu comporte 16 armes bien qu'au début de l'histoire, le joueur ne dispose que de trois d'entre elles : une clé à molette – la Super clé 3000 – utilisée comme une arme de mêlée ou pour résoudre des énigmes présentes dans les niveaux, le Combustor qui est une arme de poing et la Fusio-grenade permettant de toucher plusieurs ennemis à la fois via le jet de grenades. Au fil de sa progression, le joueur peut être amené à acheter d'autres armes auprès de vendeurs (grâce à des boulons, la devise du jeu), ou alors les trouver dans certains environnements.
Les armes sont personnalisables. Si Ratchet: Gladiator proposait déjà au joueur de personnaliser les armes en fonction des préférences du joueur, cette fois le mécanisme de personnalisation utilise un arbre évolutif, ou, plus simplement, de les faire évoluer comme le joueur pouvait le faire dans Ratchet and Clank 2 et Ratchet and Clank 3, c’est-à-dire en les utilisant de façon régulière.
Le jeu propose aussi de nombreux gadgets, la plupart déjà présents dans les précédents opus. On retrouve l’Hélipack, le Propulsopack et l’Hydropack qui sont des modifications de base de Clank et permettent respectivement à Ratchet de ralentir sa chute, de s'envoler et de nager sous l'eau. Il y a également le Swingueur, un grappin pour franchir des ravins, les Glisso-bottes permettant de glisser sur les rails, les Super-bottes pour se propulser vers l'avant ou encore les Bottes-gravitationnelles qui permettent au joueur de se déplacer sur des surfaces magnétiques. Quelques nouveaux gadgets sont disponibles dont le Géo-laser, nouvelle modification de Clank capable de découper des pans de mur ainsi que le Gelenator, un pistolet qui crée des cubes de gelée verte. En rebondissant dessus, le joueur peut alors atteindre des hauteurs auparavant inaccessibles.
Ratchet and Clank : Opération Destruction innove également avec un nouveau type d'objet consommable : les dispositifs. Ces derniers, au nombre de 9, peuvent être considérés comme la fusion d'une arme et d'un gadget. En effet, bien qu'ils ne possèdent que quelques munitions (achetables au prix fort auprès de vendeurs spécialisés), ils permettent de changer l'issue d'un combat à la faveur du joueur, en infligeant ou non des dégâts aux ennemis. Parmi les dispositifs, il y a par exemple, le Groovitron, une boule disco qui empêche les ennemis de s'attaquer au lombax en les forçant à danser. Il existe aussi la Bombe sangsue qui aspire la nanotech – la santé – des ennemis pour la redonner à Ratchet, ou bien encore M. Zurkon, un petit robot armé d'un pistolet qui aide le joueur en tirant sur ses adversaires.
Opération Destruction est le premier jeu de la PlayStation 3 à être compatible avec la manette Sixaxis, qui apporte une technologie de reconnaissance de mouvement. Dorénavant, il est possible de diriger certaines armes grâce au motion-sensor tout en continuant de contrôler le personnage avec la croix directionnelle. Par exemple, le Lance-tornades, une arme qui crée une tornade, utilise ce mécanisme tout comme le Visi-coptère, un dispositif et appareil volant de petite taille doté d’un canon, dont le sens d'inclinaison de la manette permet de le piloter.

## Développement
Le jeu est dévoilé pour la première fois lors de la Game Developers Conference de 2006, où une version next-gen pour la PlayStation 3 est en démonstration. Une version in-game est dévoilée lors du Sony Gamer’s Day en début d'année 2007, puis pendant l’E3 2007, une première démo jouable est disponible.
Quelques mois après l’E3 2007, Insomniac Games organise un Media Day consacré au jeu. De nouveaux environnements sont dévoilés, ainsi que de nouvelles armes. Du côté des environnements, trois nouveaux mondes sont présentés : Sargasso, un monde au thème inspiré de la préhistoire ; le niveau du IRIS Supercomputer, qui propose un environnement enneigé ; ainsi que Borag Nebula, une section entièrement focalisée sur le combat spatial. À l’inverse des combats spatiaux dans Ratchet and Clank 2, ceux de Ratchet and Clank : Opération Destruction se déroulent entièrement à la manière d'un rail shooter, c’est-à-dire qu'ils seront linéaires et ne laisseront que peu de marge de mouvement au joueur.
Une démo jouable est disponible depuis le 10 octobre 2007 sur le PlayStation Store, pour les possesseurs d’une PlayStation 3 et d’une connexion Internet.

## Distribution

### Voix originales
- James Arnold Taylor : Ratchet
- David Kaye : Clank
- Jim Ward : le capitaine Qwark
- Andy Morris : l'empereur Perceval Tachyon
- Tara Strong : Talwyn Apogée
- Daniel Hagen : Cronk
- Paul Eiding : Zephyr

### Voix françaises
- Cyrille Artaux : Ratchet
- Martial Le Minoux : Clank
- Hervé Caradec : le capitaine Qwark
- Pierre-François Pistorio : l'empereur Perceval Tachyon
- Karine Foviau : Talwyn Apogée / Aphélion
- Gérard Surugue : Cronk
- Alexandre Pottier : Zéphyr / les Zonis
- Sylvain Lemarié : le capitaine Romulus Slag / le contrebandier
- Thierry Kazazian : Pete le Rouillé

 Note : La version française de la saga subit dans cet opus son premier changement majeur : Marc Saez, qui doublait jusqu'à présent Ratchet, est remplacé par Cyrille Artaux à la suite d'un différend avec La Marque Rose, chargée des versions françaises des jeux PlayStation.

## Bande originale
Le français David Bergeaud compose une nouvelle fois la musique de cet opus, donnant une ambiance plus cinématographique et plus épique qu'auparavant. La bande originale comporte 81 pistes dont une douzaine uniquement pour le Groovitron[réf. souhaitée].

## Accueil

### Critique

#### Vue d'ensemble
Ratchet and Clank : Opération Destruction est bien accueilli par l'ensemble de la presse spécialisée. En effet, GameRankings recense un score de 88,74 % en faisant la moyenne des avis de 85 magazines et sites web différents tandis que Metacritic confirme une moyenne de 89 % en se basant sur 70 critiques. En outre, la note la plus basse enregistrée par ces deux sites d'agrégateurs de notes est celle du périodique britannique gamesTM qui accordent la note de 6/10 à Opération Destruction, alors que de nombreuses autres critiques lui ont donné la note maximale tel que Play, Cheat Code Central, GameTap ou GamePro.

### Ventes
Ratchet and Clank : Opération Destruction s’est vendu à presque 75 000 exemplaires durant octobre 2007, son premier mois de commercialisation en Amérique du Nord. Bien que cette vente soit inférieure aux précédents titres sur PlayStation 3 (par exemple Warhawk ou Heavenly Sword, qui ont dépassé les 100 000 exemplaires chacun lors du premier mois de leur sortie), le jeu a dépassé les ventes du premier mois de Ratchet: Gladiator d’environ 20 000 exemplaires[réf. souhaitée]. Sony Computer Entertainment America s’est déclaré « très heureux » des premiers chiffres de vente.
D'après le site web VG Chartz, l'année 2007 s'achève avec plus de 650 000 copies vendues à travers le monde, dont près de 225 000 en Europe. En 2016, ce sont encore 16 000 unités qui sont écoulées et en 2017, 500 autres. Au total, Opération Destruction se vend à 2 256 000 d'exemplaires dans le monde. Le jeu s'est principalement écoulé en Europe et en Amérique du Nord avec respectivement 1,10 million et 0,93 million d'exemplaires, cumulant à eux deux environ 80 % des ventes totales. Il s'est également exporté au Japon où au moins 80 000 copies ont été débitées, fin 2009.
Toujours selon VG Chartz, les ventes d'Opération Destruction positionne le jeu à la 69e place des titres les plus vendus sur PlayStation 3. Par ailleurs, il s'agit aussi du jeu qui s'est le plus écoulé de la franchise Ratchet and Clank, sur cette même console (le second étant Ratchet and Clank : A Crack in Time avec 1,88 million de copies). Néanmoins, en comparant avec les autres jeux de la série, Opération Destruction n'est que le cinquième à s'être le mieux vendu (Ratchet and Clank : La taille, ça compte étant le premier avec 3,75 millions d'exemplaires).

### Distinctions
En 2010, Opération Destruction paraît dans le livre Les 1001 jeux vidéo auxquels il faut avoir joué dans sa vie publié sous la direction de Tony Mott, ancien rédacteur en chef du magazine Edge.